# Hugh Pigot (Primo lord del mare)
Hugh Pigot (Wychwood Forest, 28 maggio 1722 – Bristol, 15 dicembre 1792) è stato un ammiraglio britannico.
L'ammiraglio Hugh Pigot fu un ufficiale della Royal Navy. Comandò l'HMS York durante l'Assedio di Louisbourg nel giugno 1758 e comandò l'HMS Royal William durante la Battaglia di Québec (1759) nel settembre 1759 durante la guerra dei sette anni. Ha continuato a servire come comandante in Capo, Leeward Islands durante la Guerra d'indipendenza americana e poi è diventato Primo lord del mare. È stato anche membro del Parlamento.

## Biografia

### Primi anni
Hugh Pigot era il terzo figlio di Richard Pigot di Westminster, da sua moglie Frances, figlia di Peter Goode, un ugonotto che era venuto in Inghilterra alla fine del XVII secolo. I suoi fratelli maggiori erano George Pigot, I barone Pigot, che servì due volte come governatore di Madras, e il tenente generale Sir Robert Pigot, che comandò il fianco sinistro delle forze britanniche nella Battaglia di Bunker Hill.
Pigot entrò in marina intorno al 1735, servendo per quattro anni come able seaman a bordo del HMS Captain (1678) sotto il capitano Alexander Geddes, e poi HMS Seaford sotto il capitano Savage Mostyn. Ha poi servito per altri due anni come guardiamarina a bordo dell'HMS Cumberland e dell'HMS Russell. Il 5 novembre 1741 superò l'esame, e il 9 febbraio 1741/42 fu promosso tenente, e il 2 agosto fu nominato all'HMS Romney sotto il capitano Thomas Grenville, nel Mediterraneo.

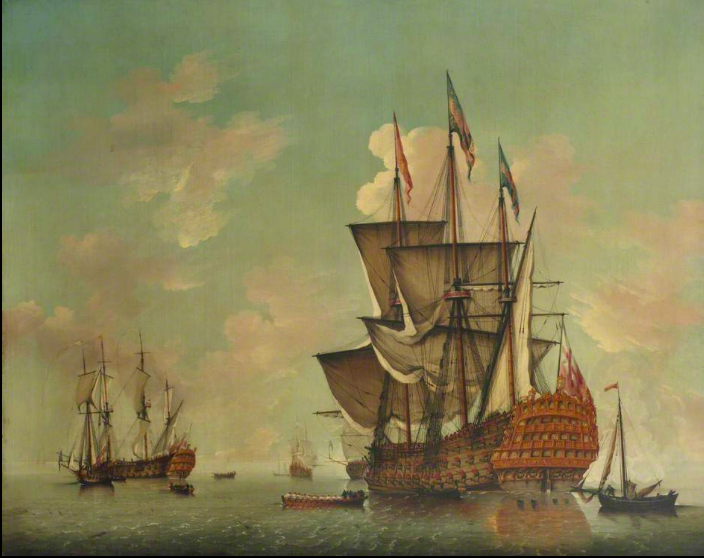
HMS Royal William sotto il comando di Pigot durante la Battaglia di Québec (1759)

Nel marzo 1744 seguì Grenville nelle Falkland, e il 2 novembre 1745 fu promosso comandante del brulotto HMS Vulcano. Il 22 aprile 1746 fu nominato post-capitano nell'HMS Centaur (1746), apparentemente solo per rango, e nell'aprile 1747 fu nominato comandante dell'HMS Ludlow Castle (1707) nelle Indie Occidentali. Nel 1755 fu nominato capitano dell'HMS York da 60 cannoni, una delle navi messe in servizio in vista della guerra con la Francia. Nel giugno 1758 comandò la York nell'assedio di Louisbourg, e nel settembre 1759 comandò l'HMS Royal William da 84 cannoni nella flotta di Sir Charles Saunders nella Battaglia di Québec (1759). Fu impiegato in HMS Royal William per il resto della guerra nella Manica; e nel maggio 1760, inseguì il Diadem, una nave francese di terza classe con settantaquattro cannoni, diretta in Martinica con merci e denaro per il pagamento dei soldati, nel Groyne.
Dopo la conclusione della guerra nel 1763 rimase a terra, ma nel 1769 fu nominato colonnello della seconda divisione di Portsmouth dei Marines; poco prima era stato scelto come rappresentante in parlamento per il collegio di Penryn, un piccolo borgo dominato dal governo che spesso candidò illustri ufficiali navali come suoi parlamentari (Pigot succedette al viceammiraglio Sir George Brydges Rodney). Pigot era un caro amico del Primo Ministro, Augustus FitzRoy, III duca di Grafton, tanto che Grafton sposò Elizabeth Wrottesley, sorella della seconda moglie di Pigot, Frances. Pigot rappresentò Penryn fino al 1774.
Nel gennaio 1771[3] fu assegnato al comando dell'HMS Triumph, una delle navi commissionate durante la disputa con la Spagna nota come Crisi delle Isole Falkland (1770). Quando la crisi fu pacificamente risolta, la sua nave fu messa fuori servizio, e Pigot non ottenne altro comando come capitano.

### Carriera politica

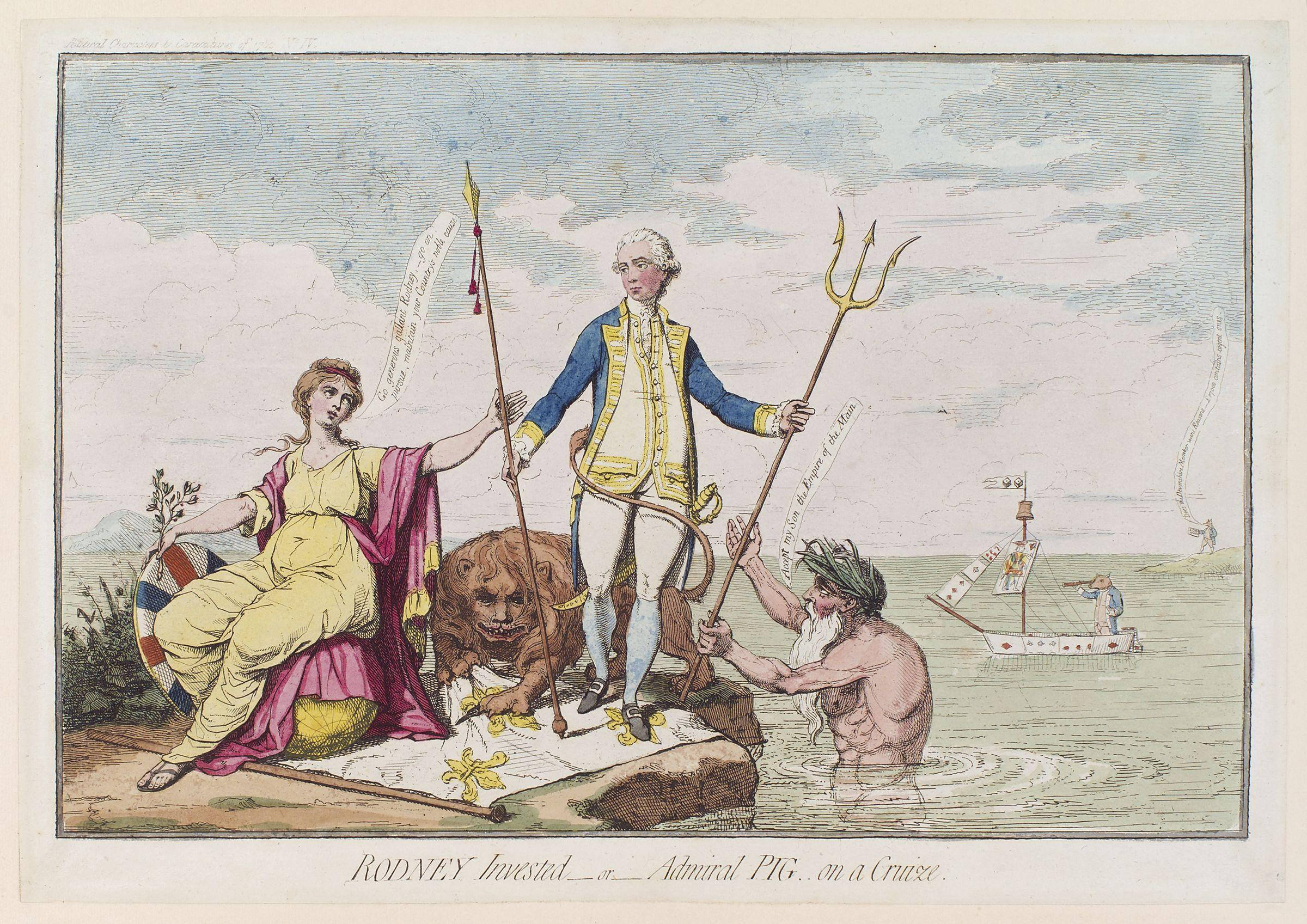
Pigot raffigurato come un maiale che naviga per prendere il comando di Rodney nel 1782 mentre Rodney riceve le sue ricompense

Fu promosso contrammiraglio il 31 marzo 1775 e viceammiraglio il 5 febbraio 1776. Nel 1778, dopo la morte di suo fratello, Lord George Pigot, fu eletto per ricoprire il suo seggio nel collegio di Bridgnorth.
Fu un avversario costante del governo di Lord Frederick North (era amico del leader Whig Charles James Fox), e sembra che gli fosse stato negato un comando per motivi politici. Quando Richard Brinsley Sheridan attaccò il governo alla Camera nel febbraio 1782 per aver cacciato i più illustri comandanti navali dal servizio, fu Pigot che si alzò in risposta per illustrare la condotta del Primo Lord dell'Ammiragliato verso ufficiali che erano anche suoi avversari politici.
Con la caduta del governo il mese successivo, il 30 marzo 1782 Pigot fu nominato membro dei Lord commissari dell'ammiragliato nel secondo ministero di Charles Watson-Wentworth, II marchese di Rockingham, e il 24 aprile 1782 fu promosso ammiraglio e destinato a sostituire Sir George Rodney come Comandante in Capo, Leeward Islands. Pigot issò la sua bandiera a bordo dell'HMS Jupiter da 50 cannoni, e salpò da Plymouth il 18 maggio, solo un giorno prima dell'arrivo della notizia della sconfitta della flotta francese sotto il conte François Joseph Paul de Grasse nella Battaglia delle Saintes il 12 aprile. Nonostante che Rodney non fosse favorevole al nuovo ministero, né un comandante particolarmente popolare, gli fu permesso di rimanere al comando e un messaggio fu inviato a Pigot. Tuttavia, non arrivò prima che assumesse il comando in Giamaica il 13 luglio. La sua nomina fu pertanto autorizzata, e Rodney ricevette delle scuse e fu nominato barone. Pigot issò la sua bandiera a bordo della HMS Formidable da 98 cannoni.
Pigot aveva accumulato poca esperienza come capitano e nessuna come ammiraglio. Il suo secondo in comando, Samuel Hood, sembra averlo considerato con sentimenti contrastanti di pietà e disprezzo ritenendo che il governo aveva agito incautamente nel mettere un ufficiale a capo di una flotta così importante. In ogni caso il mandato di Pigot fu tranquillo, e dopo la firma del trattato di pace nel settembre 1783, tornò in Inghilterra. Pigot servì come Primo Lord navale dal gennaio 1783 al dicembre 1783 e poi si ritirò dalla Marina il 30 dicembre 1783, e fu sconfitto a Bridgnorth alle elezioni generali del 1784. Pigot visse nel Ranger's Lodge a Wychwood Forest nell'Oxfordshire sfruttando la foresta chiedendo un assegno di legna da ardere ai custodi.

## Vita privata
Pigot si sposò due volte, nel 1749, con Elizabeth le Neve, dalla quale ebbe un figlio, il generale Sir Henry Pigot (1750–1840) e una figlia, e in seconde nozze 1768 con Frances, la figlia del reverendo Sir Richard Wrotte, VII Baronetto, da cui ebbe un secondo figlio, il capitano Hugh Pigot (1769-1797), e due figlie.  Ereditò una quota di un terzo del Pigot Diamond dal fratello maggiore, che rimase in famiglia fino a quando fu venduta in una lotteria nel 1801.